# Cheiloneurus burnsi
Cheiloneurus burnsi är en stekelart som först beskrevs av Girault 1926.  Cheiloneurus burnsi ingår i släktet Cheiloneurus och familjen sköldlussteklar. Inga underarter finns listade i Catalogue of Life.